# Minnie Baldock
Lucy Minnie Baldock, de cognom de soltera Rogers (Bromley, 20 de novembre del 1864 – Poole, 10 de desembre del 1954), fou una suffragette britànica. Amb Annie Kenney, cofundaren la primera delegació a Londres de la Unió Social i Política de les Dones.

## Biografia
Lucy Minnie Rogers nasqué a Bromley-by-Bow (Londres) el 1864. Treballà en una fàbrica de camises, es casà amb Harry Baldock al 1888, i van tenir dos fills. L'East End de Londres era un barri deprimit i els Baldock entraren en el Partit Laborista Independent (ILP) després que el socialista Keir Hardie es convertís en membre del Parlament pel seu districte el 1892. Va treballar amb Charlotte Despard i Daura Montefiore. Es feu càrrec del Fons de desocupació local que s'emprava per a mitigar les dificultats extremes. A les dones no se'ls permetia ser membres del Parlament, però el ILP l'elegí com a candidata per a formar part de la West Ham Board of Guardians el 1905.
Lucy Baldock i Annie Kenney van crear la primera sucursal a Londres (a Canning Town) de la Unió Social i Política de Dones amb seu a Manchester el 1906, i feien reunions al Canning Town Public Hall. Lucy Baldock assistí el 21 de desembre del 1905 a l'aplec previ a les eleccions dels liberals al Royal Albert Hall vestida com una serventa d'Annie Kenney; totes dues es van asseure en un cubiculum i Kenney penjà una pancarta a la vora que deia "Vot per a les dones" i va cridar, la qual cosa acabà en un aldarull. L'endemà, Lucy Baldock visità Henry Campbell-Bannerman amb Kenney i Teresa Billington per a preguntar quan els liberals s'ocuparien del sufragi. Lucy Baldock fou empleada remunerada de la WSPU i mentora de Daisy Parsons, i va rebre un gir postal de 30 xílings d'Emmeline Pethick-Lawrence per a cobrir les despeses d'assistir a reunions a Long Eaton, Derbyshire.(5) Entre els oradors del grup de Canning Town hi havia Emmeline Pethick-Lawrence, Annie Kenney i Flora Drummond. Lucy Baldock també organitzà i va parlar en un míting a Upton Park. Fou arrestada el 23 d'octubre del 1906 (juntament amb Nellie Martel i Anne Cobden Sanderson) per pertorbació de l'ordre públic durant la sessió d'obertura del Parlament. El 1907, informà el grup sobre la seua visita a Jane Sbarborough a la presó de Holloway quan es va assabentar que no se'ls permetia parlar entre elles. Lucy Baldock també era a la porta de la presó amb Christabel Pankhurst per a fer costat a Flora Drummond i altres persones alliberades. Va parlar al juny del 1907 en un esdeveniment a casa de Knightsbridge a petició de Louise Eates, en la Kensington WSPU i a l'agost en una casa de Kensington amb Emmeline Pankhurst, com assenyalava Sara Jessie Stephenson en el seu pamflet No Other Way, “perquè les dones riques s'adonen de les dificultats per les quals passen les dones pobres per a exigir el vot”.
Al novembre del 1907, Lucy Baldock estava gravant la seua expulsió d'un acte d'un diputat liberal a Isle of Dogs, i s'assegué en una cadira fora d'una finestra cridant "Vot per a les dones". A l'estiu del 1908 era a Nottingham amb Elsa Gye per a posar-hi en marxa el WSPU. A l'abril del 1909 era amb unes 500 suffragettes en el desdejuni de Picadilly per l'alliberament d'Emmeline Pethick-Lawrence.

## Arrest

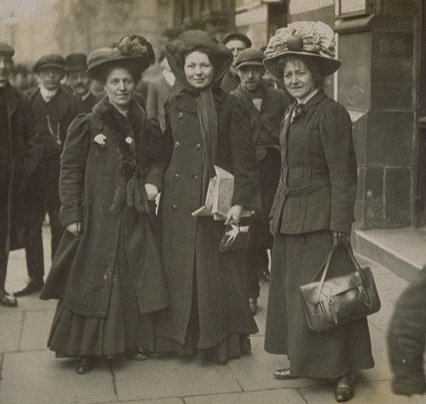
Lucy Minnie Baldock amb Christabel Pankhurst i Edith New (data desconeguda)

Lucy Baldock era amb dotze dones que foren arrestades per caminar en fila índia pels carrers de Londres cap a la Cambra dels Comuns amb Emmeline Pankhurst al febrer del 1908 "per a presentar una petició de la Conferència a Caxton Hall, i davant la negativa de les autoritats a tractar les infraccions de les suffragettes com a delictes menors de primera classe". Baldock fou arrestada amb Emmeline Pankhurst i altres, i l'acusaren de resistència i obstrucció a l'autoritat.

Lucy Baldock deixà els seus dos fills amb son pare mentre ella complia un mes a la presó. Va publicar un missatge en Votes for Women l'1 de març del 1908 p. 82:
"Estime tant la llibertat que vull que totes les dones la tinguen, i lluitaré per ella fins que l'obtinguen"
A l'abril d'aquest any, Emily Cobb, de la WSPU, s'oferí a pagar el cost d'una assistenta per a casa perquè Lucy Baldock pogués ser "alliberada per a fer un treball que vosté pot fer [per la causa] i moltes de nosaltres no podem", i al maig Lucy Baldock era amb Annie Kenney a Bristol, llogant una casa prop del lloc on Augustine Birrell, diputat liberal i secretari d'estat irlandés, anava a parlar, per a ajudar Elsie Howey i Vera Holme, que s'havien amagat tota la nit al Saló per a participar en l'esdeveniment. A l'octubre del 1909, Lucy Baldock fou arrestada de nou amb Flora Drummond i els Pankhurst a Clement's Inn.
Com a suffragette que havia estat a la presó, se li va concedir l'honor de plantar un arbre a Eagle House, a Somerset, al febrer del 1909. La casa havia estat la llar de la família de Mary Blathwayt. El seu pare feu fotografies commemoratives i després li va enviar plantes de flors el mes d'abril següent.
A l'any següent, Lucy Baldock parlà a Wimbledon Common, i Minnie Turner li va pagar el viatge per a donar suport a la campanya de Mary Clarke a Brighton.
El 1911, Lucy Baldock patia càncer i va ser operada per Louisa Aldrich-Blake. Baldock es va recuperar, però va cessar el contacte amb la cada vegada més militant WSPU. Es mantingué en contacte amb Edith How-Martyn i continuà sent membre de la Lliga de l'Església per al Sufragi de les Dones. A principis del 1913, ella i la seua família es mudaren a Liverpool perquè els seus fills treballassen en les drassanes.
Lucy Baldock participà en el funeral d'Emmeline Pankhurst (1928) i va assistir a la inauguració de la seua estàtua el 1930. Baldock també ajudà a How-Martyn en la documentació del moviment en la Suffragette Fellowship.
Visqué fins als noranta anys i va morir a Poole el 1954.

## Reconeixement pòstum
El seu nom i fotografia (i els d'altres 58 dones suffragettes) són al pedestal de l'estàtua de Millicent Fawcett al Parliament Square, Londres, inaugurada el 2018. El 2011, el Museu Poole i la National Lottery patrocinaren un curtmetratge sobre la vida de Lucy Baldock anomenat The Right to Vote, de Kate O'Malley, protagonitzat per Michelle O'Brien.